# Vladimīros Vallas
Vladimīros Vallas (in greco Βλαδίμηρος Βάλλας?; Vladivostok, 1912 – 26 gennaio 1988) è stato un cestista, allenatore di pallacanestro e dirigente sportivo greco.

## Carriera
Nel 1936 fu tra i fondatori dello Sporting Atene, squadra in cui ha giocato e allenato, e di cui è stato presidente.
Ha allenato la Grecia in due periodi: dal novembre 1946 al marzo 1947, e dal maggio 1951 al luglio 1952. Ha guidato la squadra agli Europei 1951, ai Giochi del Mediterraneo 1951 ed alle Olimpiadi del 1952.
Dal 1975 al 1977 ha ricoperto l'incarico di presidente della Federazione cestistica della Grecia (di cui era stato dirigente negli anni precedenti), ed è stato dirigente FIBA.